# Beau Hill
Beau Hill es un productor discográfico estadounidense reconocido por su trabajo con las bandas Alice Cooper, Kix, Winger, Warrant, Fiona, Europe y Ratt.
También ha tocado algunos instrumentos y realizado coros en las agrupaciones que ha producido, al igual que en su propia banda, Airborne, con la que grabó un álbum de estudio en 1979 bajo el sello Columbia Records. Es uno de los miembros fundadores de la disquera Interscope Records.

## Bandas producidas
| - Alice Cooper - Kix - Winger - Streets - Warrant | - Ratt - Europe - Fiona - Dirty White Boy |